# Urdanová
Urdanová (951 m) – szczyt w lewych zboczach Bocianskiej doliny w Niżnych Tatrach na Słowacji.
Wznosi się u wylotu Michalovskiej doliny będącej lewym odgałęzieniem dolnej części Bocianskiej doliny. Do Michalovskiej doliny opadają jego południowo-zachodnie stoki. Północno-zachodni grzbiet łączy się ze szczytem Capkovo. U wschodnich podnóży Urdanovej, płaskim dnem Bocianskiej doliny biegnie droga krajowa nr 72. U południowych podnóży Urdanovej na dnie Michalovskiej doliny znajduje się kilka domów osady Michalovo.
Masyw Urdanovej zbudowany jest ze skał wapiennych. Ich niewielkie odsłonięcia znajdują się na szczycie i grzbietach Urdanovej, która w całości porośnięta jest lasem. Większa część masywu znajduje się na obszarze Parku Narodowego Niżne Tatry, tylko dolna część stoków południowo-zachodnich w Michalovskiej dolinie znajduje się poza granicami parku.